# Billie Jean King Cup 2024
Billie Jean King Cup 2024, oficiálně Billie Jean King by Gainbridge 2024, představoval 61. ročník tenisové soutěže ženských týmů v Billie Jean King Cupu, největší každoročně pořádané kolektivní události v ženském sportu. Do ročníku nastoupilo 137 družstev. Generálním partnerem celé soutěže se pro období 2024–2027 stala americká pojišťovací agentura Gainbridge, která na této pozici nahradila bankovní dům BNP Paribas. Kanada obhajující titul vypadla ve světovém čtvrtfinále s Velkou Británií. Po ruské invazi na Ukrajinu v závěru února 2022 pokračovala suspenzace reprezentací Ruska a Běloruska v soutěži.
Mezistátní zápasy finále a zonálních skupin byly hrány v jediný den do dvou vítězných bodů, s dvěma dvouhrami a závěrečnou čtyřhrou. Mezistátní utkání kvalifikačního kola a baráží probíhaly do tří vítězných bodů v rámci dvou dnů, se čtyřmi dvouhrami a závěrečným deblem. Ve třetí rozhodující sadě všech dvouher následoval za stavu gamů 6–6 sedmibodový tiebreak. Kapitáni družstev mohli nominovat až pět hráček. Prvním hracím termínem se stal týden od 8. dubna 2024, kdy byly na programu soutěže 1. skupiny tří kontinentálních zón. Zároveň se mezi 12. a 13. dubnem konalo kvalifikační kolo. Jeho vítězové postoupili do finálového turnaje hraného v listopadu, kdy proběhla i baráž.
Pátý titul vybojovala Itálie po finálové výhře 2–0 nad Slovenskem. Navázala tak na trofeje z let 2006, 2009, 2010 a 2013. Hlavní oporou byla světová čtyřka Jasmine Paoliniová, která hrála i čtyřhry se Sarou Erraniovou. Na Italky navázali o čtyři dny později italští muži, kteří v témže dějišti obhájili vítězství v Davis Cupu.  Itálie se stala pátým státem, který ovládl Davis Cup i Billie Jean King Cup v jediném kalendářním roce.

## Finále
- Místo konání: Palacio de Deportes José María Martín Carpena, Malaga, Španělsko[13]
- Datum: 14.–20. listopadu 2024[14]

Finále se zúčastnilo dvanáct týmů:
- 2 finalisté 2023 (Kanada, Itálie)
- 8 vítězů kvalifikačního kola z dubna 2024
- 1 tým na divokou kartu (Česko)
- 1 tým hostitelského státu (Španělsko)

| Účastníci | Účastníci | Účastníci | Účastníci     | Účastníci | Účastníci      |
| Austrálie | Česko     | Itálie    | Japonsko      | Kanada    | Německo        |
| Polsko    | Rumunsko  | Slovensko | Spojené státy | Španělsko | Velká Británie |
| --------- | --------- | --------- | ------------- | --------- | -------------- |

### Pavouk
|  | První kolo | První kolo     | První kolo |                |           | Čtvrtfinále | Čtvrtfinále | Čtvrtfinále    |   |  | Semifinále | Semifinále | Semifinále |   |  | Finále | Finále | Finále |
|  |            |                |            |                |           |             |             |                |   |  |            |            |            |   |  |        |        |        |
|  |            |                |            |                |           |             |             |                |   |  |            |            |            |   |  |        |        |        |
|  |            | 1              | Kanada     | 0              |           |             |             |                |   |  |            |            |            |   |  |        |        |        |
|  |            |                |            | 0              |           |             |             |                |   |  |            |            |            |   |  |        |        |        |
|  |            |                |            | Velká Británie | 2         |             |             |                |   |  |            |            |            |   |  |        |        |        |
|  |            | Německo        | 0          | Velká Británie | 2         |             |             |                |   |  |            |            |            |   |  |        |        |        |
|  |            | Německo        | 0          |                |           |             |             |                |   |  |            |            |            |   |  |        |        |        |
|  |            | Velká Británie | 2          |                |           |             |             |                |   |  |            |            |            |   |  |        |        |        |
|  |            |                |            |                |           |             |             | Velká Británie | 1 |  |            |            |            |   |  |        |        |        |
|  |            |                |            |                |           |             |             |                | 1 |  |            |            |            |   |  |        |        |        |
|  |            |                | Slovensko  | 2              |           |             |             |                |   |  |            |            |            |   |  |        |        |        |
|  |            |                | Slovensko  | 2              |           |             |             |                |   |  |            |            |            |   |  |        |        |        |
|  |            |                |            |                |           |             |             |                |   |  |            |            |            |   |  |        |        |        |
|  |            |                |            |                |           |             |             |                |   |  |            |            |            |   |  |        |        |        |
|  |            | 4              | Austrálie  | 0              |           |             |             |                |   |  |            |            |            |   |  |        |        |        |
|  |            |                |            | 0              |           |             |             |                |   |  |            |            |            |   |  |        |        |        |
|  |            |                |            | Slovensko      | 2         |             |             |                |   |  |            |            |            |   |  |        |        |        |
|  |            | Slovensko      | 2          | Slovensko      | 2         |             |             |                |   |  |            |            |            |   |  |        |        |        |
|  |            | Slovensko      | 2          |                |           |             |             |                |   |  |            |            |            |   |  |        |        |        |
|  |            | Spojené státy  | 1          |                |           |             |             |                |   |  |            |            |            |   |  |        |        |        |
|  |            |                |            |                |           |             |             |                |   |  |            |            | Slovensko  | 0 |  |        |        |        |
|  |            |                |            |                |           |             |             |                |   |  |            |            |            |   |  |        |        |        |
|  |            | 3              | Itálie     | 2              |           |             |             |                |   |  |            |            |            |   |  |        |        |        |
|  |            | 3              | Itálie     | 2              | Španělsko | 0           |             |                |   |  |            |            |            |   |  |        |        |        |
|  |            |                |            |                | Španělsko | 0           |             |                |   |  |            |            |            |   |  |        |        |        |
|  |            | Polsko         | 2          |                |           |             |             |                |   |  |            |            |            |   |  |        |        |        |
|  |            | Polsko         | 2          |                | Polsko    | 2           |             |                |   |  |            |            |            |   |  |        |        |        |
|  |            |                |            |                | Polsko    | 2           |             |                |   |  |            |            |            |   |  |        |        |        |
|  |            |                | 2          | Česko          | 1         |             |             |                |   |  |            |            |            |   |  |        |        |        |
|  |            |                | 2          | Česko          | 1         |             |             |                |   |  |            |            |            |   |  |        |        |        |
|  |            |                |            |                |           |             |             |                |   |  |            |            |            |   |  |        |        |        |
|  |            |                |            |                |           |             |             |                |   |  |            |            |            |   |  |        |        |        |
|  |            |                |            |                |           |             |             | Polsko         | 1 |  |            |            |            |   |  |        |        |        |
|  |            |                |            |                |           |             |             |                | 1 |  |            |            |            |   |  |        |        |        |
|  |            | 3              | Itálie     | 2              |           |             |             |                |   |  |            |            |            |   |  |        |        |        |
|  |            | 3              | Itálie     | 2              | Japonsko  | 2           |             |                |   |  |            |            |            |   |  |        |        |        |
|  |            |                |            |                | Japonsko  | 2           |             |                |   |  |            |            |            |   |  |        |        |        |
|  |            | Rumunsko       | 1          |                |           |             |             |                |   |  |            |            |            |   |  |        |        |        |
|  |            | Rumunsko       | 1          |                | Japonsko  | 1           |             |                |   |  |            |            |            |   |  |        |        |        |
|  |            |                |            |                | Japonsko  | 1           |             |                |   |  |            |            |            |   |  |        |        |        |
|  |            |                | 3          | Itálie         | 2         |             |             |                |   |  |            |            |            |   |  |        |        |        |
|  |            |                | 3          | Itálie         | 2         |             |             |                |   |  |            |            |            |   |  |        |        |        |
|  |            |                |            |                |           |             |             |                |   |  |            |            |            |   |  |        |        |        |

#### Finále: Slovensko vs. Itálie
| | Slovensko | 0 :                                                                         | 2   | Itálie |    |            |
| --- | --- | --------------------------------------------------------------------------- | --- | ------ | -- | ---------- |
| Málaga, Španělsko 20. listopadu 2024, 17:00 SEČ tvrdý (hala) | |                                                                             |     |        |    |            |
| \| \| \| \| 1. \| 2. \| 3. \| \| \| ----------- \| ---------------------------------------------------------------------------------------------------------------------------------------------------------------------------------------------------------------------------------------------------------------------------------------------------------------------- \| --------------------------------------------------------------------------- \| --- \| --- \| -- \| ---------- \| \| 1. \| \| Viktória Hrunčáková Lucia Bronzettiová \| 2 6 \| 4 6 \| \| \| \| 2. \| \| Rebecca Šramková Jasmine Paoliniová \| 2 6 \| 1 6 \| \| \| \| 3. \| \| Viktória Hrunčáková / Tereza Mihalíková Sara Erraniová / Jasmine Paoliniová \| \| \| \| nehrálo se \| \| \| \| \| \| \| \| \| \| \| \| \| \| \| \| \| \| \| \| \| \| \| \| \| \| Podrobnosti \| \| \| \| \| \| \| \| \| Předchozí poměr vzájemných zápasů mezi Slovenskem a Itálií činil 2–1. Naposledy vyhrály Italky v kvalifikaci finálového turnaje 2023.Itálie obhájující finálovou účast získala pátou trofej a první od roku 2013. Slovensko postoupilo do finále podruhé, když první takovou účast proměnilo v roce 2002 ve vítězství. \| \| \| \| \| \| | |                                                                             |     |        |    |            |
| | |                                                                             | 1.  | 2.     | 3. |            |
| 1. | | Viktória Hrunčáková Lucia Bronzettiová                                      | 2 6 | 4 6    |    |            |
| 2. | | Rebecca Šramková Jasmine Paoliniová                                         | 2 6 | 1 6    |    |            |
| 3. | | Viktória Hrunčáková / Tereza Mihalíková Sara Erraniová / Jasmine Paoliniová |     |        |    | nehrálo se |
| | |                                                                             |     |        |    |            |
| | |                                                                             |     |        |    |            |
| | |                                                                             |     |        |    |            |
| Podrobnosti | |                                                                             |     |        |    |            |
| | Předchozí poměr vzájemných zápasů mezi Slovenskem a Itálií činil 2–1. Naposledy vyhrály Italky v kvalifikaci finálového turnaje 2023.Itálie obhájující finálovou účast získala pátou trofej a první od roku 2013. Slovensko postoupilo do finále podruhé, když první takovou účast proměnilo v roce 2002 ve vítězství. |                                                                             |     |        |    |            |

## Kvalifikační kolo
Kvalifikační kolo se konalo 12. a 13. dubna 2024. Nastoupilo do něj šestnáct týmů, které vytvořily osm párů. Jednotlivé dvojice odehrály vzájemná mezistátní utkání. Jeden z členů dvojice hostil duel na domácí půdě. Vítězové postoupili do finálového turnaje a na poražené čekala baráž – obě fáze hrané v listopadu 2024 –, v níž se poražení střetli s vítězi 1. skupin tří kontinentálních zón.
Kvalifikačního kola se zúčastnilo šestnáct týmů:
- 8 týmů z 3.–12. místa ve finálovém turnaji 2023 (Česko získalo divokou kartu do finále a Španělsko automatickou účast v něm jako hostitel)
- 8 vítězů ze světové baráže 2023

| Nasazené týmy 1. Austrálie (2.) 2. Švýcarsko (3.) 3. Francie (6.) 4. Spojené státy (8.) 5. Kazachstán (9.) 6. Německo (10.) 7. Slovensko (11.) 8. Rumunsko (12.) | Nenasazené týmy - Belgie (13.) - Slovinsko (14.) - Velká Británie (15.) - Brazílie (16.) - Polsko (17.) - Ukrajina (18.) - Mexiko (19.) - Japonsko (20.) |

Žebříček ITF k 15. listopadu 2023.
| Kvalifikační kolo – 12. a 13. dubna 2024 | Kvalifikační kolo – 12. a 13. dubna 2024 | Kvalifikační kolo – 12. a 13. dubna 2024 | Kvalifikační kolo – 12. a 13. dubna 2024 | Kvalifikační kolo – 12. a 13. dubna 2024 | Kvalifikační kolo – 12. a 13. dubna 2024 | Kvalifikační kolo – 12. a 13. dubna 2024 |
| Domácí                                   | výsledek                                 | hosté                                    | místo konání                             | areál / hala                             | povrch                                   |                                          |
| ---------------------------------------- | ---------------------------------------- | ---------------------------------------- | ---------------------------------------- | ---------------------------------------- | ---------------------------------------- | ---------------------------------------- |
| Austrálie [1]                            | 4–0                                      | Mexiko                                   | Brisbane                                 | Pat Rafter Arena                         | tvrdý                                    |                                          |
| Švýcarsko [2]                            | 0–4                                      | Polsko                                   | Biel/Bienne                              | Swiss Tennis Arena                       | tvrdý (hala)                             |                                          |
| Francie [3]                              | 1–3                                      | Velká Británie                           | Le Portel                                | Le Chaudron                              | antuka (hala)                            |                                          |
| Spojené státy [4]                        | 4–0                                      | Belgie                                   | Orlando                                  | USTA National Campus                     | tvrdý                                    |                                          |
| Japonsko                                 | 3–1                                      | Kazachstán [5]                           | Tokio                                    | Ariake Coliseum                          | tvrdý (hala)                             |                                          |
| Brazílie                                 | 1–3                                      | Německo [6]                              | São Paulo                                | Ginásio do Ibirapuera                    | antuka (hala)                            |                                          |
| Slovensko [7]                            | 4–0                                      | Slovinsko                                | Bratislava                               | Peugeot aréna                            | tvrdý (hala)                             |                                          |
| Ukrajina                                 | 2–3                                      | Rumunsko [8]                             | Fernandina Beach (USA)                   | Racquet Park Drive                       | antuka (zelená)                          |                                          |

## Baráž
Do baráže hrané mezi 15. a 16. nebo 16. a 17. listopadem 2024 nastoupilo šestnáct družstev, které vytvořily osm párů. Jednotlivé dvojice odehrály dvoudenní vzájemná mezistátní utkání do tří vítězných bodů ve formátu čtyř dvouher a závěrečné čtyřhry. Jeden z páru hostil duel na domácí půdě. Vítězové postoupili do kvalifikačního kola 2025 a poražení sestoupili do 1. skupin tří kontinentálních zón 2025.
Baráže se zúčastnilo šestnáct týmů:
- 8 poražených z kvalifikačního kola 2024
- 8 vítězů z baráží 1. skupin kontinentálních zón 2024
  - 4 týmy z Evropy a Afriky
  - 2 týmy z Ameriky
  - 2 týmy z Asie a Oceánie

| Nasazené týmy 1. Švýcarsko (7. ITF) 2. Kazachstán (13. ITF) 3. Francie (14. ITF) 4. Slovinsko (16. ITF) 5. Belgie (17. ITF) 6. Ukrajina (18. ITF) 7. Brazílie (19. ITF) 8. Mexiko (20. ITF) | Nenasazené týmy - Nizozemsko (21. ITF) - Argentina (22. ITF) - Čína (23. ITF) - Rakousko (24. ITF) - Kolumbie (25. ITF) - Srbsko (26. ITF) - Jižní Korea (32. ITF) - Dánsko (33. ITF) |

| Baráž – 15.–16. a 16.–17. listopadu 2024 | Baráž – 15.–16. a 16.–17. listopadu 2024 | Baráž – 15.–16. a 16.–17. listopadu 2024 | Baráž – 15.–16. a 16.–17. listopadu 2024 | Baráž – 15.–16. a 16.–17. listopadu 2024 | Baráž – 15.–16. a 16.–17. listopadu 2024 | Baráž – 15.–16. a 16.–17. listopadu 2024 |
| Domácí                                   | výsledek                                 | hosté                                    | místo konání                             | areál / hala                             | povrch                                   |                                          |
| ---------------------------------------- | ---------------------------------------- | ---------------------------------------- | ---------------------------------------- | ---------------------------------------- | ---------------------------------------- | ---------------------------------------- |
| Švýcarsko [1]                            | 4–0                                      | Srbsko                                   | Biel/Bienne                              | Swiss Tennis Arena                       | tvrdý (hala)                             |                                          |
| Kazachstán [2]                           | 3–1                                      | Jižní Korea                              | Astana                                   | Národní tenisové centrum (Beeline Arena) | tvrdý (hala)                             |                                          |
| Kolumbie                                 | 3–2                                      | Francie [3]                              | Bogota                                   | Hatogrande Country Club                  | antuka                                   |                                          |
| Slovinsko [4]                            | 1–3                                      | Nizozemsko                               | Velenje                                  | Bela dvorana Velenje                     | antuka (hala)                            |                                          |
| Čína                                     | 3–2                                      | Belgie [5]                               | Kanton                                   | Mezinárodní tenisové centrum v Nan-še    | tvrdý                                    |                                          |
| Ukrajina [6]                             | 3–2                                      | Rakousko                                 | McKinney (USA)                           | The Courts McKinney                      | tvrdý (hala)                             |                                          |
| Brazílie [7]                             | 3–2                                      | Argentina                                | São Paulo                                | Ginásio Ibirapuera                       | antuka (hala)                            |                                          |
| Dánsko                                   | 3–2                                      | Mexiko [8]                               | Farum                                    | Farum Arena                              | tvrdý (hala)                             |                                          |

## Americká zóna

### 1. skupina
- Místo konání: Club Los Lagartos, Bogota, Kolumbie (antuka, venku)[16]
- Datum: 8.–13. dubna 2024

#### Blok A
- Argentina
- Ekvádor
- Chile
- Kolumbie
- Peru
- Venezuela

Výsledek
- Argentina a Kolumbie postoupily do světové baráže 2024
- Ekvádor a Peru sestoupily do 2. skupiny Americké zóny pro rok 2025

### 2. skupina
- Místo konání: Centro Nacional de Tenis Parque del Este, Santo Domingo, Dominikánská republika (tvrdý, venku)[17]
- Datum: 22.–27. července 2024

| - Dominikánská republika - Guatemala - Paraguay - Portoriko | - Bolívie - Honduras - Kuba - Uruguay |

Výsledek
- Guatemala a Paraguay postoupily do 1. skupiny americké zóny 2025
- Kuba a Uruguay sestoupily do 3. skupiny americké zóny 2025

### 3. skupina
- Místo konání: National Racquet Centre, Tacarigua, Trinidad a Tobago (tvrdý, venku)[18]
- Datum: 10.–15. srpna 2024

| - Antigua a Barbuda - Bahamy - Barbados - Jamajka - Trinidad a Tobago | - Aruba - Bermudy - Kostarika - Salvador - Svatá Lucie |

Výsledek
- Barbados a Kostarika postoupily do 2. skupiny americké zóny 2025

## Zóna Asie a Oceánie

### 1. skupina
- Místo konání: Moon Island Clay Park, Čchang-ša, Čína (antuka, venku)[19]
- Datum: 9.–13. dubna 2024

#### Blok A
- Čína
- Indie
- Jižní Korea
- Nový Zéland
- Pacifická Oceánie
- Tchaj-wan

Výsledek
- Čína a Jižní Korea postoupily do světové baráže 2024
- Indonésie a Pacifická Oceánie sestoupily do 2. skupiny zóny Asie a Oceánie pro rok 2025

### 2. skupina
- Místo konání: National Tennis Centre, Kuala Lumpur, Malajsie (tvrdý, venku)[20]
- Datum: 15.–20. července 2024

| - Indonésie - Írán - Thajsko | - Hongkong - Mongolsko - Pákistán - Singapur | - Kyrgyzstán - Malajsie - Srí Lanka - Uzbekistán |

Výsledek
- Hongkong a Thajsko postoupily do 1. skupiny zóny Asie a Oceánie pro rok 2025
- Pákistán a Srí Lanka sestoupily do 3. skupiny zóny Asie a Oceánie pro rok 2025

### 3. skupina
- Místo konání: Bahrain Tennis Club, Manáma, Bahrajn (tvrdý, venku)[21]
- Datum: 25.–30. listopadu 2024

| - Brunej - Macao - Severní Mariany - Vietnam | - Filipíny - Guam - Katar - Nepál | - Bahrajn - Laos - Saúdská Arábie - Turkmenistán | - Bhútán - Irák - Maledivy - Myanmar - Tádžikistán |

Výsledek
- Filipíny a Severní Mariany postoupily do 2. skupiny zóny Asie a Oceánie pro rok 2025

## Zóna Evropy a Afriky

### 1. skupina
- Místo konání: Jamor Sports Complex, Oeiras, Portugalsko (antuka, venku)[22]
- Datum: 8.–13. dubna 2024

| - Bulharsko - Dánsko - Maďarsko - Rakousko | - Lotyšsko - Nizozemsko - Portugalsko - Turecko | - Norsko - Řecko - Srbsko - Švédsko |

Výsledek
Podrobnější informace naleznete v článkové sekci Zápasy o konečné pořadí 1. skupiny.
- Dánsko, Nizozemsko , Srbsko a Rakousko postoupily do světové baráže 2024
- Bulharsko a Norsko sestoupily do 2. skupiny zóny Evropy a Afriky pro rok 2025.

### 2. skupina
- Místo konání: SEB Arena, Vilnius, Litva (tvrdý, hala)[23]
- Datum: 8.–13. dubna 2024

| - Estonsko - Chorvatsko - Severní Makedonie | - Bosna a Hercegovina - Izrael - Litva - Maroko | - Egypt - Gruzie - Kosovo - Malta |

Výsledek
Podrobnější informace naleznete v článkové sekci Zápasy o konečné pořadí 2. skupiny.
- Chorvatsko a  Litva postoupily do 1. skupiny zóny Evropy a Afriky pro rok 2025.
- Malta sestoupila do 3. evropské skupiny zóny Evropy a Afriky pro rok 2025.
- Maroko sestoupilo do 3. africké skupiny zóny Evropy a Afriky pro rok 2025.

### 3. evropská skupina
- Místo konání: Chișinău Arena v tenisovém klubu, Kišiněv, Moldavsko (tvrdý, hala)[24]
- Datum: 17.–22. června 2024

| - Finsko - Moldavsko - Island | - Albánie - Arménie - Kypr - San Marino | - Ázerbájdžán - Irsko - Lucembursko - Černá Hora |

Výsledek
- Kypr postoupil do 2. skupiny zóny Evropy a Afriky pro rok 2025.

### 3. africká skupina
- Místo konání: Nairobi Club, Nairobi, Keňa (tvrdý, venku)[25]
- Datum: 10.–15. června 2024

| - Jižní Afrika - Madagaskar - Namibie - Zimbabwe | - Burundi - Keňa - Mauricius - Tunisko | - Botswana - Ghana - Nigérie - Uganda |

Výsledek
- Jižní Afrika postoupila do 2. skupiny zóny Evropy a Afriky pro rok 2025
- Mauricius sestoupil do 4. africké skupiny zóny Evropy a Afriky pro rok 2025

### 4. africká skupina
- Místo konání: Ecology Club Kigali, Kigali, Rwanda (antuka, venku)[26]
- Datum: 10.–15. června 2024

| - Etiopie - Kamerun - Lesotho - Rwanda - Togo | - Alžírsko - Angola - Konžská DR - Mosambik - Tanzanie |

Výsledek
- Alžírsko postoupilo do 3. africké skupiny zóny Evropy a Afriky pro rok 2025